# كاثرين بريشكوفسكي
كاثرين بريشكوفسكي (25 يناير 1844 – 12 سبتمبر 1934) هي إحدى الشخصيات الرئيسية في الحركة الاشتراكية الروسية، والنارودنكسية، ولاحقًا أحد مؤسسي الحزب الاشتراكي الثوري. وُصفت بأنها أول سجينة سياسية في روسيا. أمضت أكثر من أربعة عقود في السجن والمنفى السيبيري لمعارضتها للقيصرية في روسيا، اكتسبت في سنواتها الأخيرة مكانة دولية كسجينة سياسية. كانت بريشكوفسكي، المعروفة أيضًا باسم بابوشكا، جدة الثورة الروسية.

## نشأتها
ولدت باسم يكاترينا كونستانتينوفنا فيريجو لدى عائلة من طبقة النبلاء الروس في قرية إيفانوفو، منطقة نيفيلسكي، مقاطعة فيتيبسك، نشأت بريشكوفسكي في ملكية العائلة في مقاطعة تشرنيغوف، وتلقت تعليمها في المنزل. امتلك والدها، كونستانتين فيريجو، عبيدًا لخدمته في منزله، لكنه تعامل معهم بشكل جيد. ساعدت والدها على تحرير العبيد من ممتلكات العائلة أثناء حركة إصلاح التحرر 1861، ثم عملت طوعًا لتعليمهم. تزوجت في عام 1868 من بريشكو بريشكوفسكي، وهو قاضي صلح وأحد مالكي الأراضي، لكنها تركته بعد عامين وانتقلت إلى كييف. شكلت لجنة ثورية مع أختها أولغا (التي توفيت بعمر صغير) وماريا كولينكينا. اتبع الثلاثي ميخائيل باكونين، بينما انضم معظم الثوار في كييف إلى المجموعة التي يقودها بافيل أكسلرود، أتباع الثائر الشعبي بيوتر لافروف.
أنجبت ولدًا يدعى نيكولاي بريشكو بريشكوفسكي في فبراير 1874، ووكلت أقاربه بمهمة تربيته. لم تره بعدها حتى بلغ 22 عامًا. قررت مع كولنكينا، وياكوف ستيفانوفيتش التوجه إلى الشعب، وانطلقوا بجوازات سفر مزورة، ومتنكرين بأزياء عمال متجولين، استقروا في إحدى القرى محاولين غرس الأفكار الثورية في عقول الفلاحين. عادت كولينكينا إلى كييف بعد تلقيها تحذير بالاعتقال، بينما انتقلت بريشكوفسكي مع ستيفانوفيتش إلى قرية أخرى في مقاطعة خيرسون، ثم انتقلوا إلى تولشين. بعد عودة ستيفانوفيتش إلى كييف، قبض على بريشكوفسكي أثناء فحص جواز سفرها المزور، إذ لاحظ ضابط الشرطة سلوكها المتحدي الذي لا يشبه سلوك الفلاحين.

## السجن والمنفى
نُقلت بريشكوفسكي إلى سان بطرسبرغ وحُجزت في دار الاحتجاز التمهيدي، كانت الأكبر عمرًا من بين 37 امرأة اتهمت جميعهن بارتكاب جرائم سياسية. رفضت الاعتراف بسلطة المحكمة أثناء محاكمتها، وعبرت عن فخرها بالانتماء إلى الحزب الاشتراكي والثوري الروسي، أدى سلوكها المتحدي إلى إدانتها وسجنها. حكم عليه بالسجن مع الأشغال الشاقة لمدة خمس، بينما حصلت المتهمات الأخريات على البراءة، بما في ذلك قاتلة الملك المستقبلية صوفيا بيروفسكايا.
عرفت بكونها أول امرأة في روسيا يُحكم عليها بالسجن لارتكاب جريمة سياسية، ما أكسبها احترام الثوار الآخرين. حصلت بريشكوفسكي على تخفيف للعقوبة في عام 1879، وأرسلت إلى المنفى في منطقة ترانسبايكال في سيبيريا. هربت من المنفى في عام 1881 ولكن قبض عليها من جديد وحكم عليها بالسجن لمدة أربع سنوات أخرى في مناجم كارا كاتورجا، وبالجلد 40 جلدة. لم تجرؤ السلطات المحلية على تنفيذ عقوبة الجلد خوفًا من جملة انتقامية. نفيت مرة أخرى إلى قرية سيليجينسك في ترانسبايكال حيث أجرى الصحفي والمستكشف الأمريكي جورج كينان مقابلة معها عام 1885.

## الحزب الاشتراكي الثوري
أصدر عفو بمناسبة تتويج نيقولا الثاني، آخر قياصرة روسيا، أطلق سراح بريشكوفسكي على إثره في عام 1896 بعد قضائها 22 عامًا في السجن أو المنفى. تمكنت بصعوبة من التواصل مع الثوار الأحرار، وكان معظمهم أصغر منها بسنوات عديدة وأهمهم هو غريغوري غيرشوني، الذي كان يصغرها بـ 26 عامًا. حاول الاثنان إحياء الحركة الشعبية في مينسك، في عام 1897. كان لبريشكوفسكايا عدد كبير من المتابعين الشباب في مينسك؛ بينما قاد غيرشوني مجموعة أخرى ناقشت المسائل التكتيكية.
شكلت هذه المجموعة مع غيرها من المجموعات أساسًا لتشكيل الحزب الاشتراكي الثوري. سافر بريشكوفسكي وغيرشوني بشكل غير قانوني في جميع أنحاء روسيا لتنظيم الحزب الجديد. وزعوا المهام بينهما على النحو التالي: مثلت بريشكوفسكايا، الروح القدس للثورة، التي تسافر في جميع أنحاء البلاد، تبشر وتحرض في كل مكان المزاج الثوري للشباب؛ ليتبعها غيرشوني بخططه العملية، وتتحول الكلمات إلى واقع بفعل الحماس الذي أثارته. ألقي القبض على غيرشوني، في مايو 1903، هربت بريشكوفسكي بعدها إلى جنيف عبر رومانيا.